# Kepler-88
Kepler-88 eller KOI-142, är en ensam stjärna belägen i den mellersta delen av stjärnbilden Lyran. Den har en skenbar magnitud av ca 13,5 och kräver ett kraftfullt teleskop för att kunna observeras. Baserat på parallax enligt Gaia Data Release 2 på ca 2,62 mas, beräknas den befinna sig på ett avstånd på ca 1 243 ljusår (381 parsek) från solen. Den rör sig närmare solen med en heliocentrisk radialhastighet på ca -20 km/s.

## Egenskaper
Kepler-88 är en gul till vit solliknande underjättestjärna av spektralklass G8 IV eller B. Den har en massa som är ca 1,02 solmassa, en radie som är ca 0,96 solradie och utsänder energi från dess fotosfär motsvarande ca 0,76 gånger solen vid en effektiv temperatur av ca 5 500 K.

## Planetsystem
I april 2012 upptäckte forskare att exoplaneten, känd som KOI-142.01 (Kepler-88b), uppvisade mycket betydande transittidsvariationer orsakade av en icke-transiterande planet. Tidsvariationerna var tillräckligt stora för att också orsaka förändringar i transittiden för Kepler-88b. Stora variationer i transittiden bidrog till att sätta snäva avgränsningar för massan av båda planeterna. Den icke-transiterande planeten bekräftades ytterligare i november 2013 genom metoden med mätning av radiell hastighet.
Kepler-88b är den innersta planeten i systemet och är av Neptunus-storlek men nästan bara hälften så tät. Kepler 88c har ungefär 60 procent av en jupitermassa, men dess radie är inte känd på grund av att den inte passerar planeten. Kepler-88d kretsar kring stjärnan med en period av ca 4 år, och dess bana är inte cirkulär utan elliptisk. Med tre gånger massan av Jupiter är den den mest massiva. Det upptäcktes baserat på sex års uppföljning av radiell hastighet (RV) med W.M. Keck Observatory High Resolution Echelle Spectrometer spectrograph.
| Planet | Massa                      | Halv storaxel (AE) | Siderisk omloppstid (d) | Excentricitet     | Inklination   | Radie    |
| ------ | -------------------------- | ------------------ | ----------------------- | ----------------- | ------------- | -------- |
| b      | 0,0904 +0,00063−0,00066 MJ | 0,098              | 10,91647 ± 0,00014      | 0,05561 ± 0,00013 | 90,97 ± 0,12° | 3,780 R🜨 |
| c      | 0,656 ± 0,026 MJ           | 0,15525            | 22,26492 ± 0,00067      | 0,05724 ± 0,00045 | 93,15 ± 0,68° | -        |
| d      | ≥3,15 ± 0,15 MJ            | 2,45 ± 0,02        | 1 409 ± 13              | 0,424 ± 0,031     | -             | -        |